# Cseke Eszter
Cseke Eszter (Kolozsvár, 1980. március 10.) Prima Primissima díjas magyar dokumentumfilm-rendező, riporter, televíziós újságíró.

## Életpályája
1990 óta él Magyarországon. A Vörösmarty Mihály Gimnázium drámatagozatán végezte középfokú tanulmányait. Jogra járt, két évet az Amerikai Egyesült Államokban tanult. A dokumentumfilmezéssel a Színház- és Filmművészeti Egyetemen kezdett el foglalkozni. Harmadéves hallgatóként első filmje, a Fata Morgana elnyerte a fődíjat az ARTE és a Magyar Filmunió közös műhelyében, az Arisztotelész Workshopon.
2009 óta az On the Spot riportfilmsorozat rendezője S. Takács Andrással, akivel két kiskamerával emberi történeteket kutatnak a hírek mögött, legyen szó rettegett diktátorok gyermekeiről Castrótól Pinochetig vagy eldugott törzsekről Pápuától Etiópiáig. Forgattak frontvonalon Afganisztánban, szír menekülttáborban Jordániában, néha gengsztereket kérdezgettek a johannesburgi gettókban, máskor a világ vezetőit, mint Evo Morales bolíviai elnököt vagy Ban Ki-mun ENSZ-főtitkárt az északi sarkkörön. Munkájukért Monte-Carlóban Albert hercegtől vehették át a legfontosabb európai elismerést, amit tv-műsor kaphat, az Arany Nimfát. Idehaza Prima Primissima és Pulitzer Emlékdíjat kaptak sorozatukért, amely a hazai és a nemzetközi sajtó elismerését is kivívta. A tekintélyes londoni napilap, a Financial Times „zsigerinek és lenyűgözőnek” nevezte munkájukat, amely a BBC szerint „ritka és exkluzív”.
A Blikk közönségszavazásán Cseke Esztert a 2010-es év médiaszemélyiségének választották S. Takács Andrással együtt. Burmai riportjukért az Európa Tanácstól 2011-ben Press Freedom Awardot kaptak, amazóniai filmjük Ezüst Medált nyert az 51. Chicagói Nemzetközi Filmfesztivál televíziós versenyében 2015-ben.

## Műsorai, filmjei
- Pop-Sa-Rock (Duna TV, 1997–2000)[17]
- Amstel Jam Show (RTL Klub, 2001)[17]
- Mesék Libanonból[18]
- On the Spot (2009-től)[17][19][20][21][22][23]

## Díjai, elismerései
- Junior Prima díj (2009)
- Story Érték díj (2010)
- Az Év Embere közönségdíj - Blikk (2010)
- Press Freedom Award - Európa Tanács & European Youth Press (2011)[24]
- Voltfolió Közönségdíj (2012)
- Karlovy Vary-i Nemzetközi Filmfesztivál: A zsűri különdíja (2012)
- Arany Nimfa-díj - Monte-Carlói Televíziós Fesztivál (2013)[8]
- Kovácsi László-díj (2013)
- Legjobb Külföldi Rövidfilm díja - Amerikai Dokumentumfilm Fesztivál (2014)
- Joseph Pulitzer-emlékdíj (2014)
- Prima Primissima díj (2014)
- Az On The Spot a Highlights of Hungary közönségszavazás nyertese (2014)[25]
- Arany Plakett - 50. Chicagói Nemzetközi Filmfesztivál televíziós versenye (2014)[26]
- A Civil Társadalom Különdíja - 17. Moszkvai Detektívfilm Fesztivál (2015)[27]
- Ezüst Plakett - 51. Chicagói Nemzetközi Filmfesztivál televíziós versenye (2015)[15]